# Кармалюк Павло Петрович

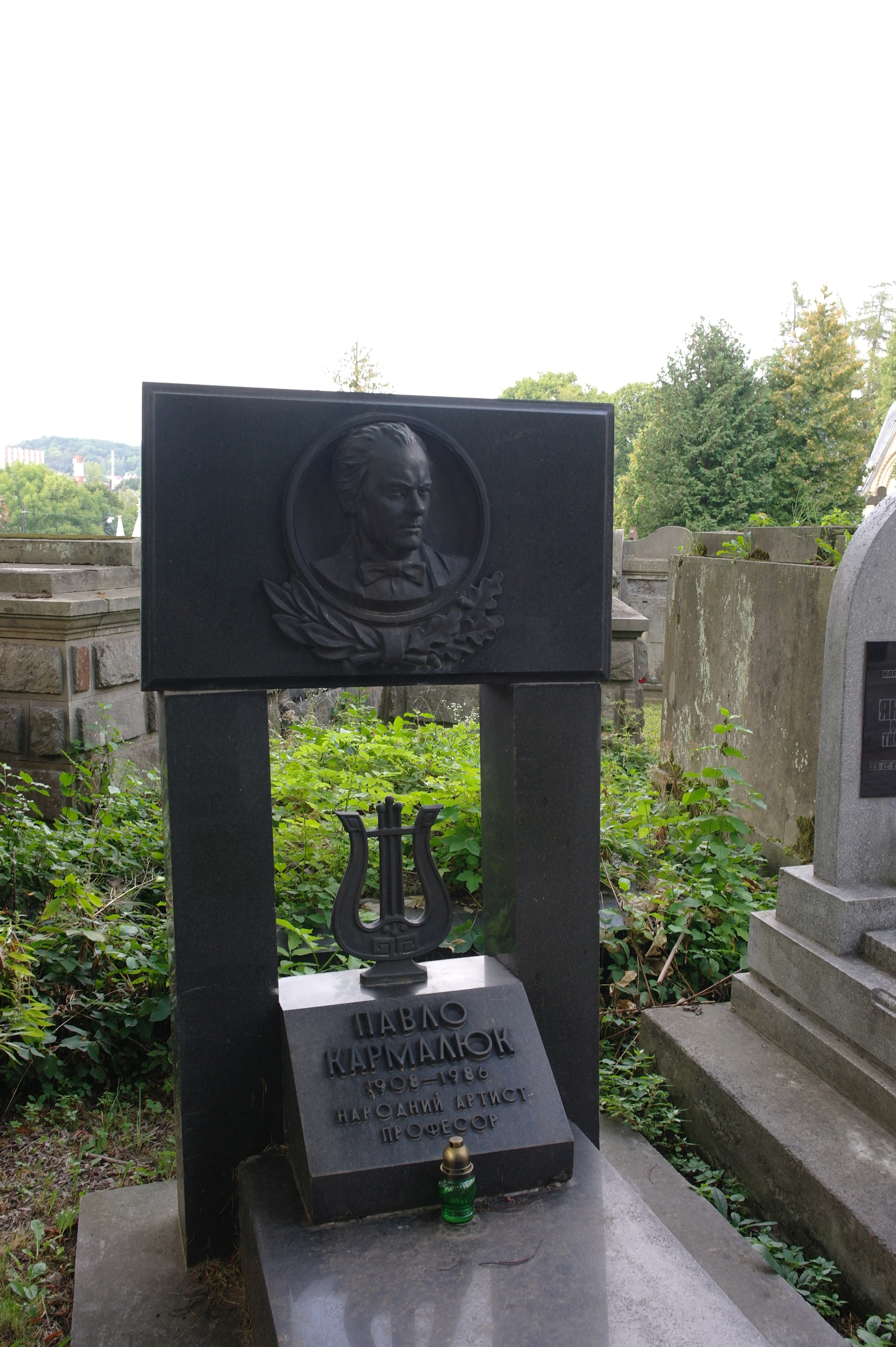
Надгробок

Кармалюк Павло Петрович (6 січня 1908 (24 грудня 1907), Осівці, нині село Брусилівського р-ну Житомирської області — 8 травня 1986, Львів) — український оперний співак, баритон, народний артист СРСР (1960), професор (1970).

## Біографія
Закінчив Київську консерваторію (1936—41, клас Д. Євтушенка). Під час Німецько-радянської війни — соліст фронтового ансамблю пісні й танцю, 1943—44 — Саратовського театру опери та балету; 1944—70 — соліст Львівського театру опери та балету імені Івана Франка. Гастролював за кордоном. 1950—77 — викладач Львівської консерваторії (нині музична академія). Серед учнів — В. Чайка, В. Лужецький, П. Ончул, В. Федотов, С. Криворучко, Б. Косопуд, Н. Дацько, О. Громиш, С. Фіцич, М. Кривень, В. Цімура, С. П'ятничко, Г. Вільха, Славко Шовковий, П. Лабатий та ін.
Володів сильним голосом красивого тембру й широкого діапазону, а також сценічним талантом. Партії: Остап («Тарас Бульба» М. В. Лисенка), Богдан («Богдан Хмельницький» К. Данькевича), Максим («Заграва» А. Кос-Анатольського), Михайло Гурман («Украдене щастя» Ю. Мейтуса, перше виконання), Онєгін («Євгеній Онєгін» П. Чайковського), Грязной («Царева наречена» М. Римського-Корсакова), Демон («Демон» А. Рубінштейна), Жермон, Ріголетто («Травіата», «Ріголетто» Дж. Верді), Ескамільо («Кармен» Ж. Бізе).
Відомий також як концертно-камерний співак. Записав на грамплатівках чимало українських народних пісень, а також романсів та арій з опер українських та зарубіжних композиторів. Лауреат Республіканського конкурсу музик-виконавців у Києві (1945).
Як учасник німецько-радянської війни у 1985 році був нагороджений орденом Вітчизняної війни II ступеня.
Похований на Личаківському цвинтарі.